# سرمایه‌گذاری ان‌کپ
سرمایه‌گذاری ان‌کپ (انگلیسی: EnCap Investments) شرکت سرمایه‌گذاری آمریکایی است، که در سال ۱۹۸۸ تأسیس شد.